# Mágneses-barlang
A Mágneses-barlang a bazaltban kialakult egyik barlang, amely Zalaszántó külterületén, a Tátikán található.

## Leírás
Hidegkúttól az Országos Kéktúra kék sáv turistajelzését kell követni K felé, a Tátika irányába kb. 1 km-t, egész a bazaltperemig, a természetvédelmi terület jelzőtáblájáig. A táblától kb. 200 m-re ÉNy felé, a bazaltperem leomlott hatalmas kőtuskói között található a Mágneses-barlang a Fekete-oszlopos-barlang szomszédságában. A Mágneses-barlang a kisebb méretű és valamivel alacsonyabban van a Fekete-oszlopos-barlangtól.
Bejárata ÉK felé néz. Az iránymeghatározást a nap állásának segítségével végezték, mert a barlangot magába foglaló kőzet vastartalma nagyon magas, a kompasz mágnestűjét képes megfordítani. A barlangot Eszterhás István írta le először. A hegy középkori várának védelmi, stratégiai terveit készítők bizonyára ismerték a barlangot, de tőlük írásos emlék nem maradt ránk. Elnevezését feltűnő mágneses anomáliája miatt kapta.
80 cm széles, 110 cm magas bejáratát követően befelé mélyül és enyhén szűkül a barlang. Tulajdonképp csak egyetlen 80 cm széles, 150 cm magas fülkéből áll, melynek végpontjából alul és felül is szűk rések vezetnek tovább. Ezek közül az alsó 150 cm-ig járható, majd járhatatlanná szűkül, a felső rés már az elején is járhatatlanul szűk. Meglehetősen omlásveszélyes üreg. A hosszanti tengelyével párhuzamos bazaltoszlopok aránylag könnyen leválnak, így oldalfalai és mennyezete is instabil. Alját a levált bazaltoszlopok laza törmeléke képezi. Járható hossza 3 m. Bejárásához semmiféle segédeszközre nincs szükség, de nagyon óvatosan kell mozogni benne. Helyi jelentőségű kisebb barlang, melynek további kutatása újabb eredményeket nem nagyon ígér.
A vulkáni kőzetekben másodlagosan létrejövő üregek csoportjába tartozik, ezen belül atektonikus keletkezésű barlang. A bazaltperemről leszakadt és lecsúszott, sokméteres sziklatömbben fellépő egyenetlen alátámasztás okozta feszültségek hatására keletkezett repedés mentén alakult ki a barlang.

## Kutatástörténet
Az 1942. évi Barlangvilágban arról van szó, hogy Margittay Rikárd egy kis felfedező feladatot ajánl a tátikai várromokat felkereső olvasóknak. Ugyanis az 1848-ban kiadott Szerelmey-féle Balaton albuma című könyvben a Tátika romjairól szóló részben az van írva, hogy a vár hegyének oldalában járhatatlan mélységű barlang helyezkedik el, amelyből forrás fakad. Ez a kissé romantikusan hangzó mondat csaknem szóról-szóra megtalálható az 1878-ban megjelent és Jalsovics Aladár által írt könyvben, az 1889-ben kiadott Sziklay-féle kalauzban, valamint az 1909-ben megjelent Szemlér-féle balatoni kalauzban, ami azt a látszatot kelti, mintha a szerzők a közös forrásból írták volna ki a vonatkozó részt, anélkül, hogy meggyőződtek volna valóságáról.
Ezt a gyanút az a tény teszi valószínűbbé, hogy a Dornyay-féle alapos és részletes balatoni kalauz nem említ ilyen barlangot a Tátikán. Mivel saját ismeretei alapján nem tudta eldönteni ezt a megállapítást Margittay Rikárd, ezért azt ajánlotta az olvasóknak, hogy valaki közülük járjon utána a helyszínen a dolognak és állapítsa meg, hogy valóban van-e ott járhatatlan mélységű barlang, amelyből forrás folyik.
Eszterhás István Magyarország nemkarsztos barlangjainak listája című, 1989-ben készült kéziratában az olvasható, hogy a Bakony hegységben, a 4440-es barlangkataszteri területen, Zalaszántón lévő Mágneses-barlang bazaltban alakult ki. A barlang 3 m hosszú és 1,5 m mély. A listában meg van említve az a Magyarországon, nem karsztkőzetben kialakult, létrehozott 220 objektum (203 barlang és 17 mesterséges üreg), amelyek 1989. év végéig váltak ismertté. Magyarországon 40 barlang keletkezett bazaltban. Az összeállítás szerint Kordos László 1984-ben kiadott barlanglistájában fel van sorolva 119 olyan barlang is, amelyek nem karsztkőzetben jöttek létre.
Az Eszterhás István által írt Magyarország nemkarsztos barlangjainak lajstroma című, 1993-ban készült kéziratban meg van említve, hogy a Bakony hegységben, a 4440-es barlangkataszteri területen, Zalaszántón helyezkedik el a Mágneses-barlang. A bazaltban keletkezett barlang 3 m hosszú és 1,5 m mély. Az összeállításban fel van sorolva az a Magyarországon, nem karsztkőzetben kialakult, létrehozott 520 objektum (478 barlang és 42 mesterséges üreg), amelyek 1993 végéig ismertté váltak. Magyarországon 49 barlang, illetve mesterségesen létrehozott, barlangnak nevezett üreg alakult ki, lett kialakítva bazaltban. A Bakony hegységben 123 barlang jött létre nem karsztkőzetben.